# Mielcarz
Mielcarz – dawne określenie słodownika, sładka. Słowo mielcarz wywodzi się z niemieckiego Mälzer oznaczającego słodownika.

## Osoby
- Magdalena Mielcarz – polska aktorka, modelka, piosenkarka